# Molino de la Higuera
El Molino de la Higuera es un molino mareal ubicado en Lepe, en la provincia de Huelva (España). 

## Historia
El primer molino mareal del que se tiene referencia es en Irlanda en el s. VII. Este tipo de infraestructuras prolifera por toda la costa atlántica de Europa durante la Edad Media y, especialmente, tras los grandes descubrimientos, cuyas vías marítimas incrementaron la necesidad de harina. Inicialmente eran propiedad de órdenes religiosas o señores nobiliarios, que los arrendaban a particulares y no son privatizados hasta los siglos XVIII-XIX. Se trata de infraestructuras integradas en el medio natural y medioambientalmente sostenibles que, no obstante, decaen por su falta de rentabilidad y productividad en el siglo XIX tras la Revolución Industrial.
En el litoral onubense se tiene constancia de molinos mareales en Gibraleón, Moguer y Ayamonte en los siglos XV-XVI.

## Descripción
El molino se alza sobre una pequeña elevación del terrero y tiene forma rectangular. Se pueden distinguir restos de la base y de algunas paredes en ruina, orientados en eje noroeste-sudeste. Bajo ésta se aprecian al menos cuatro cárcavos rematados en ladrillo y separados por los tajamares. Se baraja como principal hipótesis que empleara la tecnología de rodezno de canal y se sabe por los restos hallados que la capacidad molinera fue de cuatro muelas.

## Localización y entorno
El molino recibía las aguas del río Piedras y se encuentra al final de un camino de tierra, cuyo acceso se ubica entre el Camino de Malascarnes y el Camino del Cementerio.
Las marismas en las que se ubica el molino forman parte del Paraje natural Marismas del Río Piedras y Flecha del Rompido, espacio natural protegido desde 1989.

## Protección y estado de conservación
El Molino de la Higuera fue inscrito en el Catálogo General del Patrimonio Histórico Andaluz, como bien inmueble de catalogación general, el 23 de junio de 2010.